# Tournoi international de la Stampa Sportiva

Le Tournoi international de la Stampa Sportiva, en italien Torneo Internazionale Stampa Sportiva, fut un des premiers véritables tournois internationaux de football. Tenu en 1908, précédant le plus célèbre Trophée Sir Thomas Lipton d'une année. Toutefois, certaines compétitions avaient déjà eu lieu, au niveau amateur, au moment des Jeux olympiques de 1900 disputés à Paris.
Le tournoi, organisé par La Stampa Sportiva, journal de la ville de Turin, vit des équipes en provenance d'Italie, de France, de Suisse et d'Allemagne. Tous les matchs furent disputés dans la ville piémontaise. L'équipe vainqueur fut le club suisse du Servette Football Club, qui s'imposa en finale contre le Torino par 3-1.

## Résultats

### Pré-qualifications (Italie seulement)
Demi-finale
| 22 mars 1908 | Juventus                               | 4-1 prol. | Piemonte FC |  |  |
|              | Borel, Goccione, Donna, Brusa (c.s.c.) |           | F. Berardo  |  |  |

| 29 mars 1908 | Torino | 2-1 | FC Ausonia Milano |  |  |
|              |        |     |                   |  |  |

Finale
| 12 avril 1908 | Torino            | 2-1 | Juventus |  |  |
|               | Pozzi, Debernardi |     | Donna    |  |  |

### Tournoi final
Demi-finale
| 19 avril 1908 | Servette FC | 5-3 | Freiburger FC |  |  |
|               |             |     |               |  |  |

| 19 avril 1908 | Torino                                            | 4-0 | US Parisienne |  |
|               | Squair, Debernardi, Debernardi, Debernardi (pen.) |     |               |  |

Match pour la 3e place
| 20 avril 1908 | Juventus*                     | 4-0 | US Parisienne |  |
|               | Borel, Borel, Borel, Goccione |     |               |  |

*La Juventus remplaça l'équipe de Fribourg, qui se retira du tournoi
Finale
| 20 avril 1908 | Servette FC           | 3-1 | Torino |  |  |
|               | Nett, Nett, Henneberg |     | Pozzi  |  |  |